# Раста роко

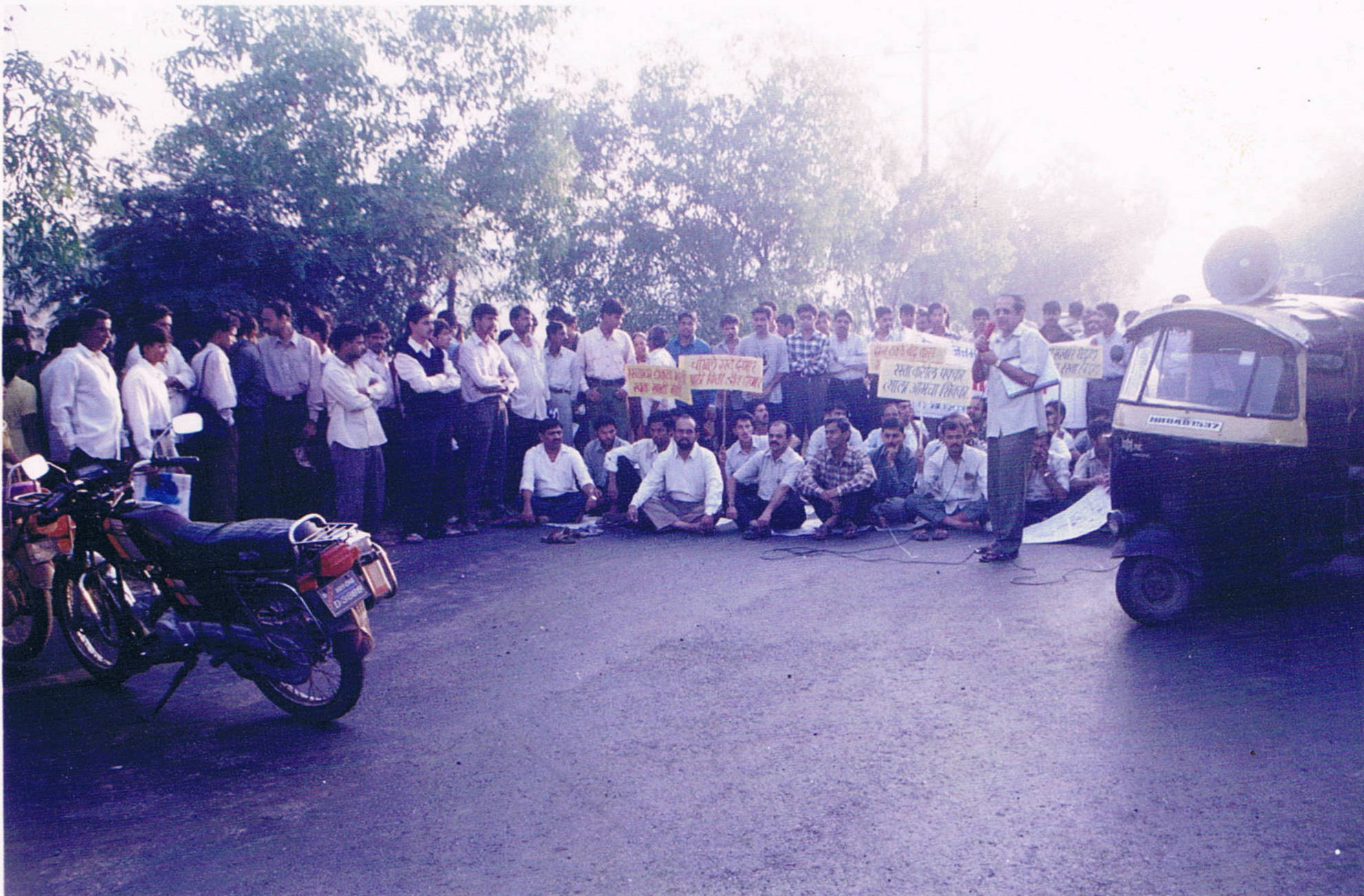
Раста роко в 2014 году в штате Махараштра

Раста роко в переводе с хинди означает «загромоздить дорогу». Это форма протеста довольно часто применяющаяся в Индии. Обычно в таких акциях участвует большое количество людей, которые блокируют дорожное движение на оживлённых улицах. Пешеходное движение в таких акциях обычно намерено не затрудняется.